# Louis Leakey
Louis Seymour Bazett Leakey (Kabete, 7. kolovoza 1903. – London, 1. rujna 1972.) bio je britanski paleontolog. Svojim dugogodišnjim radom na različitim nalazištima čovječjih fosila, posebno u klancu Olduvai, dao je nemjerljiv doprinos razumijevanju čovječje evolucije u Africi.
Zalagao se i za osnivanje organizacija za istraživanje i očuvanje faune na afričkom kontinentu. Tijekom svojih istraživanja na terenu i znanstvenog rada, uvijek je zastupao Darwinovu teoriju evolucije u razvoju čovjeka, pokušavajući pronaći dokaze da su se prvi pripadnici roda Homo pojavili u Africi.

## Životopis
Louis Leakey je rođen u Keniji od oca Harryja i majke Mary Bazett, dvoje engleskih misionara Anglikanske crkve. Studirao je na Sveučilištu Cambridge i diplomirao je arheologiju i antropologiju 1926., s diplomskim radom na determiniranju novih tehnika i metodologije morfometrijske i biometrijske analize u proučavanju fosilnih kostiju u antropologiji i arheologiji. Svojim dugogodišnjim istraživanjima otkrio je mnoge fosilne ostatke čovječjih evolucijskih predaka, posebno na fosilnim nalazištima u klancu Olduvai i otoku Rusinga.
Svoju ljubav prema paleoantropologiji prenio je i na suprugu Mary Leakey (prije braka Mary Douglas Nicol) i sina Richarda, koji su svojim istraživanjem na terenu došli di važnih otkrića fosilnih ostataka čovječjih predaka.
Louis Leakey umire 1. rujna 1972. u Londonu od srčanog infarkta u dobi od 69 godina. Njegovi su posmrtni ostaci prevezeni u Keniju gdje je pokopan u malom gradiću Limuru u Velikoj rasjednoj dolini.

## Vanjske poveznice
- LeakeyFoundation.org – Zaklada Leakey, pristupljeno 14. lipnja 2014.
- Arhiv TalkOrigins – Louis Leakey, pristupljeno 14. lipnja 2014.
- Životopis Louisa S. B. Leakeya, pristupljeno 14. lipnja 2014.
- Louis Leakey, članak Briana M. Fagana, pristupljeno 14. lipnja 2014.
- Louis Seymour Bazett Leakey (1903-1972)  Arhivirana inačica izvorne stranice od 5. svibnja 2009. (Wayback Machine), pristupljeno 14. lipnja 2014.